# Episodi di Tutto chiede salvezza (prima stagione)
La prima stagione della serie televisiva italiana Tutto chiede salvezza, composta da 7 episodi, è stata pubblicata in streaming su Netflix il 14 ottobre 2022.
| Nº | Titolo originale | Pubblicazione Italia |
| -- | ---------------- | -------------------- |
| 1  | Domenica         | 14 ottobre 2022      |
| 2  | Lunedì           | 14 ottobre 2022      |
| 3  | Martedì          | 14 ottobre 2022      |
| 4  | Mercoledì        | 14 ottobre 2022      |
| 5  | Giovedì          | 14 ottobre 2022      |
| 6  | Venerdì          | 14 ottobre 2022      |
| 7  | Sabato           | 14 ottobre 2022      |

## Domenica
Dopo una serata passata con gli amici in discoteca, in cui ha anche fatto uso di stupefacenti, Daniele Cenni si risveglia in reparto psichiatrico (SPDC) contro la sua volontà, ricoverato in regime di TSO per cui dovrà rimanere nella struttura per una settimana. Daniele si confronta con gli psichiatri dottor Mancino e dottoressa Cimaroli, la quale gli chiede di ricordare il motivo per cui ha dato in escandescenze il giorno prima tanto da dover essere bloccato da tre infermieri ed essere sedato per ben due volte: Daniele lavora come rappresentante per una ditta che vende climatizzatori e un giorno, dopo aver scoperto che un suo caro amico d’infanzia aveva subito un grave danno cerebrale a seguito di un incidente, tornato a casa inizia a dare di matto colpendo suo padre. Nel reparto Daniele fatica ad ambientarsi perché si sente sano e diverso dalle altre persone ricoverate, come Madonnina, Gianluca e Mario, con cui condivide la camerata.
Daniele vede arrivare in reparto Nina, una giovane attrice e influencer che ha tentato il suicidio.

## Lunedì
Viene ricoverato Giorgio, un gigante buono con un cervello da bambino, che non è al suo primo ricovero e soffre i postumi del trauma della perdita di sua madre quando era bambino. 
Durante un colloquio con la dottoressa Cimaroli che gli chiede se ha delle passioni artistiche emerge che Daniele al liceo aveva talento nella scrittura. La dottoressa gli consegna un quaderno per incoraggiarlo a scrivere tutto ciò che vuole. 
La madre di Daniele, molto arrabbiata e delusa per il suo comportamento, finalmente decide di parlare con lui, rimproverargli il fatto di aver appena trovato della cocaina nella tasca dei suoi pantaloni. Gli ricorda cosa ha fatto la notte in cui è stato poi ricoverato in TSO e lo incoraggia a curarsi e ad ascoltare i medici.
Daniele sogna di liberare Nina e salvarla dal ricovero in psichiatria. Durante una loro conversazione lui le ricorda di essere stati allo stesso liceo insieme, ma lei dice di non ricordarsene.
Mario confida a Daniele che anche se il TSO può fare paura a tanti ha salvato la vita, e che si deve fidare dei medici.

## Martedì
Daniele soffre di insonnia e durante la notte  sente Mario in preda agli incubi; cerca così di entrare in confidenza con lui per capire i suoi problemi. Pino rivela a Daniele alcuni dettagli del passato di Mario, che contrastano con  l'immagine di uomo colto, paziente e gentile che Daniele ha di lui. 
Da un colloquio tra Daniele e suo padre che è venuto a trovarlo emerge che il ragazzo non amava il proprio lavoro, che in precedenza si era iscritto a Lettere all'università senza poi però proseguire gli studi, nei quali i genitori lo avrebbero incoraggiato e sostenuto economicamente. Daniele sta riconsiderando di tornare a studiare e promette al padre di pensarci su. 
Daniele è attratto da Nina (lo era stato anche negli anni di liceo) che riceve la visita di un uomo, Ludovico Weiss, che Daniele pensa essere il padre data la differenza d’età, ma che in realtà è il suo amante e con il quale ha anche rapporti di lavoro. Daniele ricorda a Nina di averle una volta, mentre erano al liceo, scritto una poesia. Nina impone a Daniele di non rivelare a nessuno che lei è ricoverata in psichiatria.
Durante la notte insonne Daniele viene ispirato a comporre una poesia in cui ricorda il rapporto con la madre da bambino.

## Mercoledì
Gianluca riceve la visita del padre, un integerrimo generale dell'esercito che ha combattuto in guerra e che cerca di rimettere in riga il figlio. 
Daniele si scontra poi con la madre di Nina, la quale lo avverte di stare lontano dalla figlia se non vuole prendersi una denuncia per stalking. La donna litiga poi duramente con la figlia, che si sente oppressa ed è infelice per la vita da finta star che sta facendo. 
Daniele legge a Mario e a Gianluca la poesia che ha scritto ricordando sua madre; i due ne restano colpiti. Mario incoraggia Daniele a coltivare il suo talento per la scrittura. 
Mentre Daniele è al telefono con sua madre, che sembra lo abbia perdonato dopo l’arrabbiatura iniziale, Madonnina appicca un incendio nel magazzino con un accendino rubato a Pino. L’infermiere tenta di usare un estintore che però risulta scarico e a salvare Madonnina ci pensa il coraggioso Giorgio.
Nina confessa a Daniele di aver lasciato Ludovico. Propone a Daniele di andare insieme sul tetto dell'edificio la sera seguente, dopo aver saputo da un'infermiera che ci saranno dei fuochi d'artificio sul mare. Poi gli dà un breve bacio sulle labbra.

## Giovedì
Dopo l’incendio i pazienti ricevono la visita del primario, il professor Melella. Daniele entra più in sintonia con i suoi compagni di reparto e anche con Nina, che all’inizio era molto scontrosa con lui. La stessa sera sono previsti fuochi d'artificio sul mare, e Daniele porta Nina sul tetto dell'edificio per vederli, eludendo il personale di guardia (con la complicità di Mario, Daniele somministra di nascosto del sonnifero a Rossana, infermiera responsabile del turno di notte). Nina e Daniele finiscono per fare l’amore sul tetto mentre vengono sparati i fuochi d’artificio, ma vengono sorpresi da Rossana, avvertita nel frattempo da Gianluca, geloso della crescente intesa tra Daniele e Nina perché attratto sessualmente da Daniele. Mentre Daniele viene riportato in camerata, Nina scappa dalla struttura.

## Venerdì
Daniele viene rimproverato duramente dalla dottoressa Cimaroli, da Rossana per averla fatta addormentare con un sedativo e da sua sorella Antonella. Nina invece riceve un forte rimprovero da sua madre, la quale minaccia nuovamente di denunciare Daniele. 
Gianluca non è felice di lasciare la struttura e riceve il permesso di rimanere un giorno in più. Mario in un momento di poca lucidità si sporge troppo dalla finestra della stanza e cade di sotto finendo in codice rosso. 
Daniele, una volta saputo che Nina era addirittura scappata, se la prende con lei rinfacciandole che a causa sua verrà prolungata la sua permanenza nella struttura. 
Il dottor Mancino si sfoga duramente con il primario Melella lamentando le condizioni in cui sono costretti a lavorare lui e i colleghi. 
Di sera la Cimaroli nega a Giorgio di vedere Mario per quella che potrebbe essere l’ultima volta e così lui, rivivendo il trauma infantile mai superato delle circostanze della morte di sua madre, dà in escandescenze aggredendo lei e gli infermieri; solo l’intervento del dottor Mancino evita il peggio. Poco dopo Gianluca confessa a Daniele di aver svegliato Rossana di proposito per gelosia ma l’amico lo perdona abbracciandolo.

## Sabato
Gianluca viene dimesso e prima che esca dall'edificio, Daniele dice al generale (che era venuto a prendere Gianluca) che il figlio è una persona straordinaria e a sorpresa bacia Gianluca sulle labbra. 
La dottoressa Cimaroli comunica a Daniele che Mario è morto all’alba e che Giorgio è stato ricoverato nel reparto psichiatrico del carcere di Velletri avendo rotto una costola a Pino e procurato un trauma cranico a Luigi. La dottoressa inoltre gli comunica che viene subito dimesso con una diagnosi di depressione maggiore per cui dovrà seguire un percorso di psicoterapia. Daniele saluta Nina e le lascia il suo numero di cellulare affinché possano sentirsi una volta fuori.
Quando Daniele viene dimesso lo va a prendere sua madre e poco dopo partecipa al funerale di Mario rivedendo gli altri compagni della struttura e pronunciando parole molto toccanti durante la cerimonia.  
In discoteca ha poi modo di rivedere Nina, da poco dimessa dalla struttura. I due finiscono per litigare duramente perché Daniele non le vuole cedere una dose di cocaina. Poco più tardi Nina annuncia ai suoi follower sui social di aver tentato il suicidio e rivela di aver subito un TSO. 
Successivamente Daniele e Nina si trovano sul trampolino della piscina olimpionica di Ostia dove la ragazza gli comunica di essere incinta.